# EX-LOUNGE
『EX-LOUNGE』（イーエックスラウンジ）は、2012年11月5日から2013年3月18日まで、TBS系列で毎週月曜23:50 - 翌0:20（JST）に放送されていたバラエティ番組である。正式タイトルは『EX-LOUNGE〜EXILE LOUNGE〜』。

## 概要
EXILEが毎回ゲストと共にトークを展開。トークでは今一番はまっているものや恋愛感など、ゲストの「今」に迫りる。トーク以外にもメンバーやゲストによる曲の披露があった。
本番組は2010年10月から2012年9月まで放送された『EXILE魂』（TBS・毎日放送共同製作）の後継番組に位置づけられ、また『EXE』以来2年ぶりにTBSテレビ単独製作番組となった。
2012年12月24日は、『映画けいおん!』の放送がTBS系列4局にて編成されたため、本番組は休止となった。
2013年3月18日をもって放送を終了し、『EXH〜EXILE HOUSE〜』から続いたTBS系列でのEXILE出演のバラエティ番組の最後の番組となった。

## 出演者

### MC
- TAKAHIRO
- KENCHI
- NESMITH
- SHOKICHI
- 今市隆二（三代目J Soul Brothers）
- 登坂広臣（三代目J Soul Brothers）

## 主なコーナー

### 「一番◯◯な男」ゲーム
ゲストがレギュラーの6人の中から「一番◯◯な男」を選んでゲーム。
ゲストに選んでもらった回数1位が三代目J Soul Brothersの今市隆二と登坂広臣だった。

## 放送リスト
| 2012年 | 2012年   | 2012年            | 2012年 | 2012年             | 2012年 |
| 回数   | 放送日   | ゲスト            | 曲 (オリジナルアーティスト)／番組で歌ったメンバー、アーティスト | 備考               |        |
| ------ | -------- | ----------------- | --- | ------------------ | ------ |
| 第1回  | 11月5日  | YOU 瀧本美織      | GOING ON(EXILE) ／ TAKAHIRO×NESMITH×SHOKICHI×今市隆二×登坂広臣 接吻 kiss(ORIGINAL LOVE) ／ TAKAHIRO×NESMITH×今市隆二×登坂広臣 東京(ケツメイシ) ／ SHOKICHI                                             |                    |        |
| 第2回  | 11月12日 | JUJU              | 明日がくるなら(JUJU with JAY'ED)／JUJU×SHOKICHI やさしさで溢れるように(JUJU) ／J UJU×TAKAHIRO ありがとう(JUJU) ／ JUJU Powder Snow 〜永遠に終わらない冬〜(三代目 J Soul Brothers) ／ 今市隆二×登坂広臣 |                    |        |
| 第3回  | 11月19日 | Chara ローラ      | Swallowtail Butterfly ～あいのうた～(YEN TOWN BAND) ／ Chara×TAKAHIRO 瞳をとじて(平井堅) ／ SHOKICHI×今市隆二 蝶々結び(Chara)／ Chara                                                                  |                    |        |
| 第4回  | 11月26日 | 井上真央          | Rising Sun(EXILE) ／ EXILE MELROSE 〜愛さない約束〜(EXILE ATSUSHI) ／ EXILE ATSUSHI | ※AKIRAも出演       |        |
| 第5回  | 12月3日  | 井上真央          | Ti Amo(EXILE) ／ EXILE クリスマスキャロルの頃には(稲垣潤一) ／ TAKAHIRO×今市隆二×登坂広臣 LAST CHRISTMAS(EXILE)／TAKAHIRO×NESMITH×SHOKICHI BRAVE IT OUT(GENERATIONS) ／ GENERATIONS from EXILE TRIBE   | ※AKIRAも出演       |        |
| 第6回  | 12月10日 | 杏里 Ms.OOJA BENI | 悲しみがとまらない(杏里) ／ 杏里×NESMITH×SHOKICHI Squall(福山雅治) ／ BENI×TAKAHIRO First Love(宇多田ヒカル) ／ Ms.OOJA×今市隆二×登坂広臣                                                              | 名曲カバーソングSP |        |
| 第7回  | 12月17日 | ASKA              | はじまりはいつも雨(ASKA) ／ ASKA×ATSUSHI 太陽と埃の中で(CHAGE and ASKA) ／ ASKA×ATSUSHI いろんな人が歌ってきたように(ASKA) ／ ASKA                                                                     | ※ATSUSHIも出演     |        |

| 2013年            | 2013年  | 2013年                         | 2013年 | 2013年                                         | 2013年 |
| 回数              | 放送日  | ゲスト                         | 曲(オリジナルアーティスト) ／ 番組で歌ったメンバー、アーティスト | 備考                                           |        |
| ----------------- | ------- | ------------------------------ | --- | ---------------------------------------------- | ------ |
| 第8回             | 1月14日 | EXILE                          | Rising Sun(EXILE) ／ EXILE 花火(三代目J Soul Brothers) ／ 三代目J Soul Brothers MELROSE 〜愛さない約束〜(EXILE ATSUSHI) ／ EXILE ATSUSHI THINK 'BOUT IT!(THE SECOND from EXILE) ／ THE SECOND from EXILE | 誕生日運勢ランキング                           |        |
| 第9回             | 1月21日 | 平愛梨 DANCE EARTH PARTY       | ALL NIGHT LONG(EXILE) ／ EXILE イノチノリズム(DANCE EARTH PARTY) ／ DANCE EARTH PARTY | ご飯が何杯でも食べたくなる焼肉 プレゼン対決SP  |        |
| 第10回            | 1月28日 | シャ乱Q                        | 上・京・物・語(シャ乱Q) ／ シャ乱Q×SHOKICHI ズルい女(シャ乱Q) ／ シャ乱Q シングルベッド(シャ乱Q) ／ シャ乱Q×TAKAHIRO×今市隆二×登坂広臣                                                                   |                                                |        |
| 第11回            | 2月4日  | 坂口杏里 芹那 優木まおみ       | あなたへ(アコースティックver)(EXILE)／ATSUSHI×TAKAHIRO ANIMAL(GENERATIONS from EXILE TRIBE) ／ GENERATIONS from EXILE TRIBE                                                                              | この冬絶対食べたい！新感覚鍋 プレゼン対決      |        |
| 第12回            | 2月11日 | AI 鈴木奈々                    | ハピネス・スマイルバージョン(AI) ／ AI×SHOKICHI Story(AI)／AI×TAKAHIRO VOICE(AI) ／ AI | 男性が思わずグッとくるテクニックスペシャル     |        |
| 第13回            | 2月18日 | Every Little Thing             | ON AND ON(Every Little Thing) ／ Every Little Thing Time goes by(Every Little Thing) ／ Every Little Thing×今市隆二×登坂広臣                                                                             | 持田の地元 亀戸・錦糸町 おすすめスポットBEST10 |        |
| 第14回            | 2月25日 | 大久保佳代子 椿鬼奴 虻川美穂子 | 酒と泪と男と女(河島英五) ／ TAKAHIRO×SHOKICHI THE NEVER ENDING STORY ～君に秘密を教えよう～(E-girls) ／ E-girls                                                                                          |                                                |        |
| 第15回            | 3月4日  | DEEN                           | このまま君だけを奪い去りたい(DEEN) ／ DEEN×TAKAHIRO×SHOKICHI この夜を止めてよ(JUJU) ／ BREATHE | 名曲コラボコレクション                         |        |
| 第16回 （総集編） | 3月11日 | なし                           | CANDY SMILE(e-girls) ／ e-girls | 美女とこっそり○○しちゃいましたスペシャル       |        |
| 第17回 （最終回） | 3月18日 | なし                           | 空も飛べるはず(スピッツ) ／ TAKAHIRO×今市隆二 3月9日/(レミオロメン) ／ NESMITH×登坂広臣 終わりなき旅(Mr.Children) ／ TAKAHIRO×SHOKICHI 卒業写真(荒井由実) ／ TAKAHIRO×NESMITH×SHOKICHI×今市隆二×登坂広臣 | 卒業ソングSP                                   |        |

## ネット局
| 放送対象地域   | 放送局                | 系列    | 放送日時                     | 放送期間                      | 遅れ日数   |
| -------------- | --------------------- | ------- | ---------------------------- | ----------------------------- | ---------- |
| 関東広域圏     | TBSテレビ（TBS）      | TBS系列 | 月曜 23:50 - 翌0:20          | 2012年11月5日 - 2013年3月18日 | 制作局     |
| 北海道         | 北海道放送（HBC）     | TBS系列 | 月曜 23:50 - 翌0:20          | 2012年11月5日 - 2013年3月18日 | 同時ネット |
| 岩手県         | IBC岩手放送（IBC）    | TBS系列 | 月曜 23:50 - 翌0:20          | 2012年11月5日 - 2013年3月18日 | 同時ネット |
| 山形県         | テレビユー山形（TUY） | TBS系列 | 月曜 23:50 - 翌0:20          | 2012年11月5日 - 2013年3月18日 | 同時ネット |
| 福島県         | テレビユー福島（TUF） | TBS系列 | 月曜 23:50 - 翌0:20          | 2012年11月5日 - 2013年3月18日 | 同時ネット |
| 静岡県         | 静岡放送（SBS）       | TBS系列 | 月曜 23:50 - 翌0:20          | 2012年11月5日 - 2013年3月18日 | 同時ネット |
| 石川県         | 北陸放送（MRO）       | TBS系列 | 月曜 23:50 - 翌0:20          | 2012年11月5日 - 2013年3月18日 | 同時ネット |
| 長崎県         | 長崎放送（NBC）       | TBS系列 | 月曜 23:50 - 翌0:20          | 2012年11月5日 - 2013年3月18日 | 同時ネット |
| 愛媛県         | あいテレビ（ITV）     | TBS系列 | 月曜 23:50 - 翌0:20          | 2013年1月14日 - 3月18日       | 同時ネット |
| 岡山県・香川県 | 山陽放送（RSK）       | TBS系列 | 金曜 0:55 - 1:25（木曜深夜） | 2012年11月30日 - 2013年4月5日 | 遅れネット |
| 福岡県         | RKB毎日放送（RKB）    | TBS系列 | 火曜 0:20 - 0:50（月曜深夜） | 2012年12月4日 - 2013年3月26日 | 遅れネット |
| 中京広域圏     | 中部日本放送（CBC）   | TBS系列 | 火曜 1:30 - 2:05（月曜深夜） | 2013年1月15日 - 4月23日       | 遅れネット |
| 広島県         | 中国放送（RCC）       | TBS系列 | 金曜 0:28 - 0:58（木曜深夜） | 2013年1月25日 - 5月24日       | 遅れネット |

## 主なスタッフ
- ナレーション：田中秀幸
- 作・構成：大井達朗、石坂伸太郎
- TM：長谷川晃司
- TD：荒木健一
- PA：小暮倫見、井上忠紀
- 音効：岡本智宏、竹田周二
- 編集：奈良貢、網代和也
- MA：細川尚史、和田真由美
- 美術プロデューサー・デザイナー：山口智広
- 美術制作：杉山弘子
- 装置：相良比佐夫
- 操作：平賀正人
- アクリル装飾：上野樹也
- 小道具：深山健太郎
- 楽器：矢野幹夫
- CG：
- 営業：
- 宣伝：
- 編成：畠山渉
- 広報：
- 技術協力：エヌ・エス・ティー、TAMCO、ティエルシー、TBSテックス
- 制作協力：LDH
- AP：谷岡千江里、石田桂子
- 演出：伊東四九（シークマン）
- プロデューサー：石橋孝之
- チーフプロデューサー：
- 製作：TBS